# 彭宇行
彭宇行（1962年11月—），男，汉族，四川犍为人，中华人民共和国政治人物，曾任四川省人民政府副省长。

## 生平
彭宇行于1962年11月出生于四川省犍为县寿保乡，1969年9月，彭氏开始在定文先锋小学、洪流小学以及定文中学就读，在此期间，因表现优异，他每年都被学校评为“三好学生”。并最终于1978年考入四川大学。1982年，他以年级第一名的身份毕业于四川大学化学系化学专业，获理学学士学位。随即进入川大化学系高分子化学专业深造，并于1985年获得获理学硕士学位。
毕业后，彭氏被分配到中国科学院成都有机化学研究所，历任实习研究员、助理研究员。1990年至1992年在法国居里大学（巴黎第六大学）高分子材料专业研究生学习，获理学博士学位。1995年6月加入中国共产党。此后，他历任中国科学院成都有机化学研究所所长、中国科学院成都分院副院长、院长、党组成员，四川省科学技术厅党组书记、厅长。2013年，彭宇行外放至内江市，出任该市党委书记。2015年，又转任中共绵阳市委书记、中国（绵阳）科技城党工委书记。2017年9月，出任四川省人民政府副省长、党组成员，省委军民融合办主任。彭宇行担任四川省副省长后，主管该省工业经济、科学技术、国有资产、应急管理、国防科工、通讯等工作，以及军民融合发展、安全生产等工作。
2019年4月，彭宇行因涉嫌严重违纪违法，接受中共中央纪委国家监委纪律审查和监察调查。10月10日，中共中央纪委国家监委将彭宇行开除党籍并撤职，降职为四级调研员。